# Maklaya
Maklaya es un género de foraminífero bentónico de la subfamilia Neoschwagerininae, de la familia Neoschwagerinidae, de la superfamilia Fusulinoidea, del suborden Fusulinina y del orden Fusulinida. Su especie tipo es Cancellina pamirica. Su rango cronoestratigráfico abarca desde el Darvasiense superior hasta el Artinskiense (Pérmico inferior).

## Discusión
Clasificaciones más recientes incluyen Maklaya en la superfamilia Neoschwagerinoidea, y en la subclase Fusulinana de la clase Fusulinata.

## Clasificación
Maklaya incluye a las siguientes especies:
- Maklaya akiyoshiensis †
- Maklaya misellinoides †
- Maklaya ningmingensis †
- Maklaya pamirica †